# Neil Jordan
Neil Patrick Jordan (Sligo, 25 de fevereiro de 1950) é um cineasta, escritor, argumentista e produtor irlandês.

## Biografia
Paralelamente à actividade de escritor, foi contratado pelo conselheiro artístico de John Boorman em Excalibur. Desta experiência, Jordan extrai um documentário que seduz o British Film Institute, o que lhe valeu permitir-lhe financiar a sua primeira longa-metragem, Angel, adaptado de um dos seus romances. Mas é em 1984 que Jordan se torna notado, graças ao sucesso do seu segundo filme - The Company of Wolves, uma fábula onírica e irónica sobre a adoslecência e a mitologia da sexualidade.

## Filmografia
- 2012 - Byzantium
- 2009 - Ondine
- 2007 - The Brave One..... (br: Valente)
- 2005 - Breakfast on Pluto......(br: Café da manhã em Plutão)
- 2003 - Good thief, The.....(br: Lance de sorte)
- 2000 - Not I (filme)
- 1999 - The End of the Affair.....(br: Fim de caso)
- 1998 - In Dreams......(br: A premonição / pt: Premonição)
- 1997 - The Butcher Boy.....(br: Nó na garganta)
- 1996 - Michael Collins.....(br: Michael Collins - O preço da liberdade / pt: Michael Collins)
- 1994 - Interview with the Vampire..(br / pt: Entrevista com o vampiro)
- 1992 - The Crying Game...(br: Traídos pelo desejo / pt: Jogo de lágrimas)
- 1991 - The Miracle (filme)...(br: À procura do destino)
- 1989 - We're no Angels....(br: Não somos anjos / pt: Ninguém é santo)
- 1988 - High spirits.....(br: O fantasma excêntrico / pt: Malucos e libertinos)
- 1986 - Mona Lisa.....(br / pt:Mona Lisa)
- 1984 - The Company of Wolves...(br / pt: A companhia dos lobos)
- 1982 - Angel....(br / pt: O anjo da vingança)

## Premiações
- Recebeu uma indicação ao Óscar de Melhor Diretor, por seu trabalho em The Crying Game(1992).
- Óscar de Melhor Roteiro Original, por seu trabalho em The Crying Game (1992).
- 1998 o Urso de Prata de Melhor Diretor, no Festival de Berlim, por seu trabalho em The Butcher Boy (1997).
- 3 indicações ao BAFTA de Melhor Filme, por seu trabalho em Fim de Caso (1999), The Crying Game (1992) e Mona Lisa (1986).
- 2 indicações ao BAFTA de Melhor Roteiro Original, por seu trabalho em The Crying Game (1992) e Mona Lisa (1986).
- 2 indicações ao BAFTA de Melhor Direção, por seu trabalho em The Crying Game (1992) e Mona Lisa (1986).
- Ganhou o BAFTA de Melhor Roteiro Adaptado, por seu trabalho em The End of the Affair (1999).
- Ganhou no BAFTA o prêmio de Melhor Filme Britânico, por seu trabalho em The End of the Affair (1999).
- Recebeu indicação o prêmio David Lean, no BAFTA, por sua direção em The End of the Affair (1999).
- Ganhou em 1998 o Prêmio Iris de Cristal, no Festival de Bruxelas.
- Ganhou o Leão de Ouro do Festival de Veneza, por seu trabalho em Michael Collins (1996).
- Recebeu em 2000 indicação ao Globo de Ouro de Melhor Direção por The End of the Affair (1999).
- Recebeu em 1987 indicação ao Globo de Ouro de Melhor Roteiro por Mona Lisa (1986).
- Ganhou em 1993 o prêmio Independent Spirit Awards de Melhor Filme Estrangeiro, por seu trabalho em The Crying Game (1992).
- Ganhou em 1993 o prêmio Amanda, no Festival Internacional da Noruega, de Melhor Filme Estrangeiro, por seu trabalho em The Crying Game (1992).